# Pampierstad
Pampierstad is een stadje gelegen in de gemeente Phokwane in de Zuid-Afrikaanse provincie Noord-Kaap. Het plaatsje is gelegen in het noordelijke deel van het Vaalharts-irrigatiesysteem en is 14 kilometer verwijderd van Hartswater. Meeste inwoners spreken Setswana.

## Geschiedenis
Pampierstad werd oorspronkelijk in het voormalige Bophuthatswana gesticht om de arbeiders te huisvesten van de Zuid-Afrikaanse fabrieken en de in de streek liggende boerderijen. De naam van het stadje is afleid van het type karton dat aanvankelijk gebruikt werd om de eerste huizen mee te bouwen.

## Subplaatsen
Het nationaal instituut voor de statistiek, Stats SA, deelt sinds de census 2011 deze hoofdplaats in in 2 zogenaamde subplaatsen (sub place):
Mountain View SP • Pampierstad SP • Phatsima